# Anecón Grande
Anecón Grande es un paraje y pequeña localidad argentina ubicada en el Departamento Pilcaniyeu, provincia de Río Negro. Se encuentra a unos 30 km de la localidad de Clemente Onelli (formando parte de su comisión de fomento) y a 83 km al oeste de Ingeniero Jacobacci. Su nombre se debe al Cerro Anecón Grande de 2023 m s. n. m.

## Características
El paraje no posee gas, ni energía eléctrica, ni cloacas. Ahí se encuentra una escuela rural y un agente sanitario. El sustento de las familias es la cría extensiva de ovejas o chivos, algunos animales de granja y pequeñas pensiones o jubilaciones del estado nacional. La localidad y su economía se vieron muy afectadas por las cenizas del volcán Puyehue.
En el paraje, se ubica la Escuela Primaria 197, que funciona de septiembre a mayo y es donde asisten ocho niños de familias de pequeños campesinos mapuches que viven en la zona.

## Población
Aquí viven 14 familias (2010), de los cuales en su mayoría son de origen mapuche, y el promedio de hijos supera los cinco. Hacia 2001 habitaban 35 familias.

## Geografía
Anecón Grande se encuentra ubicada en las coordenadas 41°24′56.7″S 70°16′11.1″O / -41.415750, -70.269750, a unos 1169 m s. n. m., en plena meseta patagónica. Su clima es frío y seco, y hace siete años que se sufre sequía. En los inviernos, hay muchas nevadas.